# 테레사 피츠패트릭

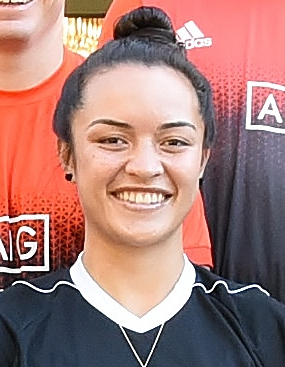

테레사 피츠패트릭(Theresa Fitzpatrick, 본명: Theresa Matauaina Setefano, née Fitzpatrick, 1995년 2월 25일 ~ )는 뉴질랜드의 럭비 유니언 선수이다. 블랙 펀스(Black Ferns) 챔피언 2017 및 2021 럭비 월드컵 팀의 멤버였다. 또한 럭비 세븐즈에서 뉴질랜드를 대표했다. 2018년 럭비 월드컵 세븐즈, 2018년 영연방 게임, 2020년 도쿄 하계 올림픽, 2024년 파리 하계 올림픽에서 금메달을 획득했다. 2022 슈퍼 럭비 아우피키 시즌에 블루스 위먼에서 뛰었다.
2023년 12월 결혼한 이후 세테파노(Setefano)라는 성을 사용하고 있다.